# Біг-Горн (Вайомінг)
Біг-Горн (англ. Big Horn) — переписна місцевість (CDP) в США, в окрузі Шеридан штату Вайомінг. Населення — 457 осіб (2020).

## Географія
Біг-Горн розташований за координатами 44°40′45″ пн. ш. 106°59′49″ зх. д. / 44.67917° пн. ш. 106.99694° зх. д. (44.679076, -106.997071).  За даними Бюро перепису населення США в 2010 році переписна місцевість мала площу 4,68 км², уся площа — суходіл.

## Демографія
Згідно з переписом 2010 року, у переписній місцевості мешкало 490 осіб у 181 домогосподарстві у складі 139 родин. Густота населення становила 105 осіб/км².  Було 209 помешкань (45/км²).
Расовий склад населення:
| - 96,9 % — білих - 1,6 % — корінних американців - 0,2 % — чорних або афроамериканців |

До двох чи більше рас належало 0,6 %. Частка іспаномовних становила 2,0 % від усіх жителів.
За віковим діапазоном населення розподілялося таким чином: 29,4 % — особи молодші 18 років, 57,3 % — особи у віці 18—64 років, 13,3 % — особи у віці 65 років та старші. Медіана віку мешканця становила 40,1 року. На 100 осіб жіночої статі у переписній місцевості припадало 99,2 чоловіків;  на 100 жінок у віці від 18 років та старших — 96,6 чоловіків також старших 18 років.
Цивільне працевлаштоване населення становило 248 осіб. Основні галузі зайнятості: освіта, охорона здоров'я та соціальна допомога — 34,7 %, сільське господарство, лісництво, риболовля — 18,1 %, мистецтво, розваги та відпочинок — 17,3 %.